# Loxoblemmus villiersi
Loxoblemmus villiersi är en insektsart som beskrevs av Lucien Chopard 1967. Loxoblemmus villiersi ingår i släktet Loxoblemmus och familjen syrsor. Inga underarter finns listade i Catalogue of Life.